# Vinci
Vinci es una localidad y municipio italiano de la ciudad metropolitana de Florencia, en la región de la Toscana. Con una población de 14 370 habitantes, es conocida por ser el pueblo natal de Leonardo da Vinci.

## Ubicación
Está situada en el corazón de la Toscana, sólo a unos kilómetros de Florencia. Vinci ocupa una extensión de 55 km², con una altitud mínima de 26 m en Sovigliana y un máximo de 640 m en Montalbano (Cupolino), donde se encuentra la mayor parte del territorio.

## Historia
En la antigüedad, Vinci fue habitada por los etruscos, y posteriormente pasó a ser un castrum del Imperio romano. 
La construcción del castillo se remonta a la Edad Media, cerca del año 1000, por los condes Guidi, cuya posesión fue confirmada en 1164 por Federico I Barbarroja y en 1220 por Federico II Hohenstaufen. El 12 de agosto de 1254, Vinci sucumbió a la dominación florentina.

## Demografía
| Gráfica de evolución demográfica de Vinci entre 1861 y 2001 |
|                                                             |
| Fuente ISTAT - elaboración gráfica de Wikipedia             |

## Museo Leonardo Da Vinci
Leonardo da Vinci nació el 15 de abril de 1452, en una granja a 3 kilómetros camino a Anchiano, Su nombre completo era  "Leonardo di ser Piero da Vinci", que significa "Leonardo, hijo de Piero, de Vinci". 
Actualmente en Vinci se encuentra el Museo de  Leonardo Da Vinci, donde se exponen muchos de sus inventos y dibujos.